# جون روجرز (محامي)
جون روجرز (بالإنجليزية: John Rogers)‏ هو محامي وشخصية أعمال أمريكي، ولد في 27 مايو 1844 في فيلادلفيا في الولايات المتحدة، وتوفي في 13 مارس 1910 في دنفر في الولايات المتحدة بسبب قصور القلب.